# Ukerewe
Ukerewe är en ö i Victoriasjön, tillhörande Tanzania. Det är Afrikas största ö i en insjö, med en yta på 530 km². Den ligger i distriktet Ukerewe i regionen Mwanza.

## Beskrivning
Ukerewe ligger i den södra delen av Victoriasjön. Den är hemort för det lokala språket kerewe, som i princip endast har sin spridning på ön. På Ukerewe bedrivs bland annat odling av durra.

## Kända personer
- Aniceti Kitereza, författare till Regnmakarens barn[1]

## Galleri

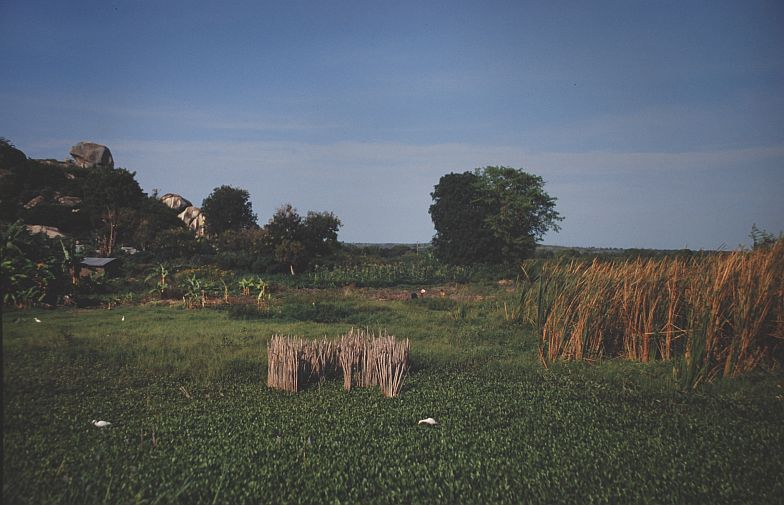
Odlade fält på Ukerewe.
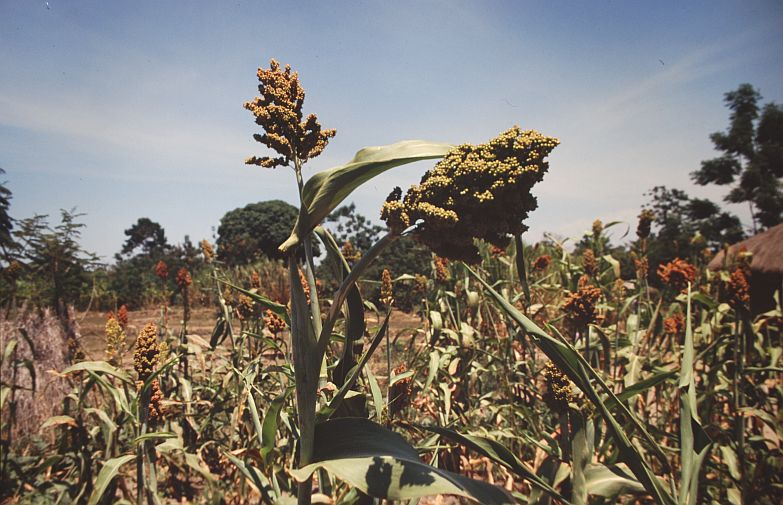
Durrafält på Ukerewe.